# ستيف جيرمان
ستيف جيرمان (بالفرنسية: Steve Germain)‏ (22 يونيو 1981 بكان في فرنسا - ) هو لاعب كرة قدم فرنسي في مركز الهجوم. لعب مع كولتشستر يونايتد ونادي كان.